# Marie Nordström
Marie Charlotte Nordström, född Petzäll 22 december 1931 i Johannebergs församling i Göteborg, död 17 april 2020 i Östra Torns distrikt i Lund, var en svensk lärare, historiker och politiker (folkpartist). Hon var dotter till filosofiprofessorn Åke Petzäll med hustru Astrid (född Ekman) och var gift med läkaren Rune Nordström (från 1956), med vilken hon fick tre söner.
Marie Nordström tog ämneslärarexamen 1956 och verkade därefter som lärare, främst i Eslöv och Lund. År 1987 blev hon filosofie doktor i historia på en avhandling om samundervisningens utveckling i Sverige 1866–1962. Hon var ledamot i Lunds kommunfullmäktige 1971–1994 och var bland annat biblioteksnämndens ordförande 1992–1995.
Hon var riksdagsersättare för Fyrstadskretsen 1981–1982. I riksdagen var hon bland annat suppleant i kulturutskottet och utbildningsutskottet 1981–1982. Nordström är begravd på Östra kyrkogården i Lund.